# David Lametti
David Lametti, né le 10 août 1962 à Port Colborne, est un professeur de droit et homme politique canadien.
Il est député libéral de la circonscription de LaSalle—Émard—Verdun à la Chambre des communes du Canada de 2015 à 2024.
Il est ministre de la Justice et procureur général du Canada de janvier 2019 à juillet 2023. 

## Biographie
Né le 10 août 1962 à Port Colborne en Ontario, David Lametti obtient un baccalauréat en sciences économiques et politiques de l'Université de Toronto en 1985, puis en 1989 est diplômé du programme conjoint de common law et droit civil de l'Université McGill. Il poursuit ses études avec une maîtrise en droit de la Yale Law School en 1991 et un doctorat en droit de l'université d'Oxford en 1999. Il commence à enseigner à la Faculté de droit de McGill en 1995, d'abord comme faculty lecturer, puis university lecturer l'année suivante, et professeur adjoint de 1997 à 2003. Il devient professeur agrégé en 2003, et professeur titulaire en 2015. Son principal domaine d'enseignement est le droit des biens, la propriété intellectuelle et la théorie du droit des biens.
Il est vice-doyen à McGill entre 2008 et 2011, et membre, puis directeur de l'Institut de droit comparé. Il est aussi membre, puis directeur du Centre des politiques en propriété intellectuelle.

### Carrière politique
David Lametti est élu dans la circonscription de LaSalle—Émard—Verdun le 19 octobre 2015. Le 2 décembre 2015, il est nommé secrétaire parlementaire de la ministre du Commerce international Chrystia Freeland. Le 13 octobre 2016, il va défendre devant le Parlement de Wallonie, qui y est alors opposé, l'Accord économique et commercial global (communément désigné sous l'acronyme anglais CETA) entre le Canada et l'Union européenne.
Le 26 janvier 2017, il est nommé secrétaire parlementaire auprès du ministre de l'Innovation, des Sciences et du Développement économique, Navdeep Bains.
Le 14 janvier 2019, il est nommé ministre de la Justice et procureur général du Canada.
Il est mis en cause dans des affaires de nominations partisanes de juges,,,.
Il est procureur général au moment où la Loi sur les mesures d'urgence est invoquée en réaction au Convoi de la liberté,.
Il perd ses responsabilités ministérielles lors d'un remaniement le 26 juillet 2023.
Le 25 janvier 2024, il annonce qu'il quittera ses fonctions de député à compter du 1er février suivant. Finalement, sa démission entre en vigueur le 31 janvier.